# Géographie de l'Émilie-Romagne

Altimétrie de l'Émilie-Romagne

La géographie de l'Émilie-Romagne est composée de plusieurs secteurs géologiques et géomorphologiques différents. Les cours d’eau, majoritairement torrentiels, ont façonné le terrain au cours des millénaires de manière à rendre la partie sud de la plaine du Pô et son delta en une zone fertile.

## Géologie
| \| Plaine du Pô Apennin ligure Apennin tosco-romagnol Apennin tosco-émilien Émilie Romagne Comacchio \| Carte topographique de l'Émilie-Romagne |
| Plaine du Pô Apennin ligure Apennin tosco-romagnol Apennin tosco-émilien Émilie Romagne Comacchio                                               |

La région est définie comme géologiquement jeune avec ses un peu plus de 50 millions d’années (ère tertiaire) . Elle peut être divisée en trois zones géologiques qui s’étendent du nord-ouest à sud-est, selon une ligne directrice grosso modo parallèle à la ligne de côte.
Première zonezone dite de montagne qui occupe 25,1 % de la région est constituée de terrains plus anciens situés sur une position le long de la chaîne de l'Apennin du nord sur environ 250 km.
Seconde zonezone de colline qui représente 27,1 % du terrain, intermédiaire entre le pied de l'Apennin du nord et la plaine du Pô. La zone est très accidentée et présente des successions stratigraphiques remarquables, constituées de couches successives de roche calcaire alternée par des couches d’argile ou de marneuse.
Troisième zoneterrain principalement argileux représentant 47,8 % de la région qui s’étend des collines jusqu’au fleuve Pô, c’est la partie sud de la plaine du Pô dont le terrain est composé, sur une hauteur de 4 000 m environ, de couches successives de sédiments continentaux (fluviaux) et marins déposés en fonction des variations du niveau de la mer pendant le Quaternaire sur environ 1 million d’années.

Un phénomène géologique particulier est caractérisé dans la vallée du Marecchia par la présence « roches calcaires » qui, au cours Quaternaire, se sont déplacées sur un lit d’« argile écailleuse » (Saint-Marin, Verucchio, San Leo, Torriana, etc.).

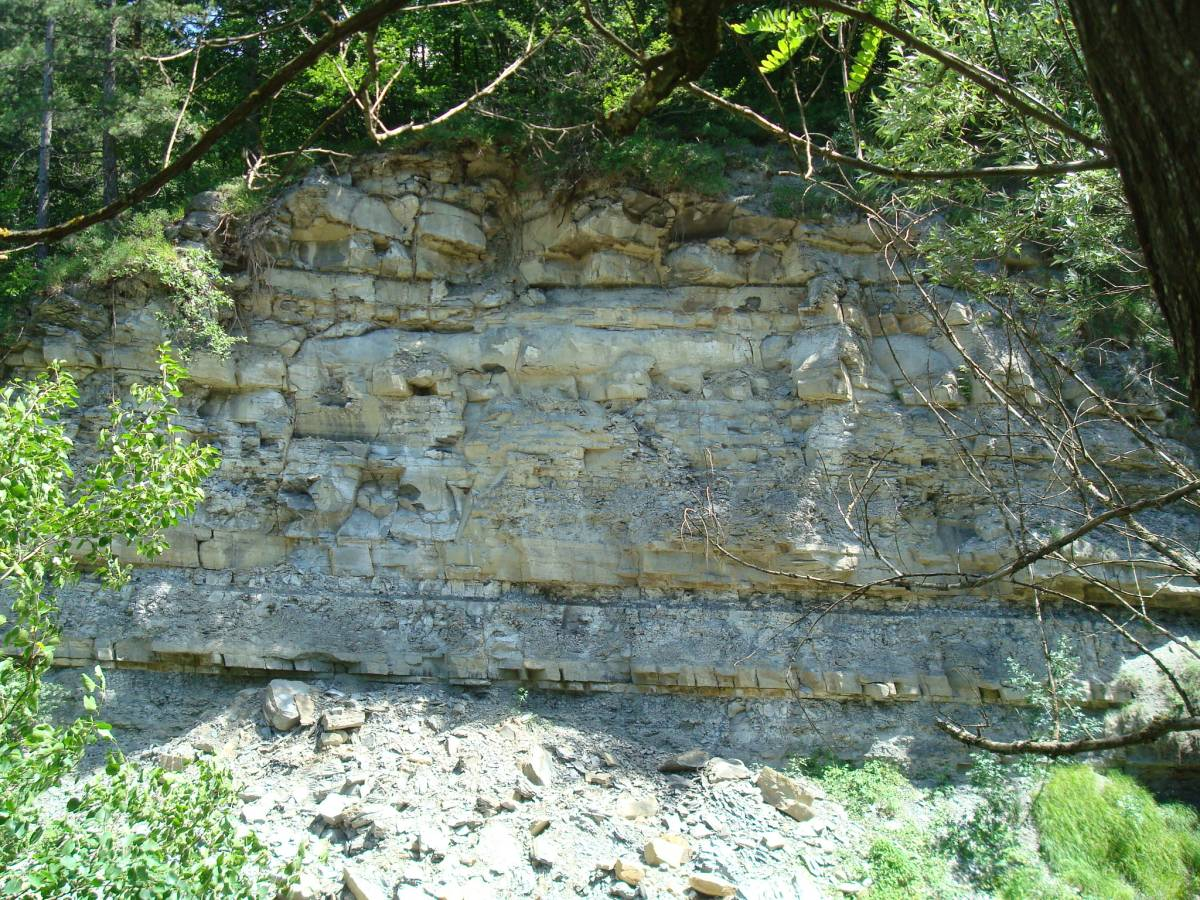
Couche marneuse-arénacée

## Géomorphologie
La géomorphologie dérive tout naturellement de la géologie des terrains dont la nature physique, plus ou moins érosive ou friable, a modelé l’aspect des sols.
La zone montagneused’une largeur quasi constante et constituée de roches relativement dures, présente des sommets qui oscillent entre 1700 et plus de 2 000 mètres : mont Orsaro 1 830 m, Alpe di Succiso 2 016 m, mont Cusna 2 121 m, mont Prado 2 054 m, Alpe Tre Potenza 1 940 m, mont Cimone 2 165 m, le groupe du Libro Aperto ave le mont Rotondo 1 937 m et le mont Belvedere 1 896 m, Corno alle Scale 1 945 m et mont Fumaiolo 1 407 m.
La dorsales’étend vers la plaine avec une série de vallées parallèles creusées par les fleuves apennins en direction du Pô et de l’Adriatique depuis la fin de la vallée du Trebbia  jusqu’à la vallée du Marecchia. Les vallées sont profondément creusées par les régimes torrentiels des fleuves et torrents qui sinuent sur des sols passablement friables d’argile-écailleuse
La partie en plaineest formée d’un sol composé de limon et présentant une pente très douce de 0,07 % environ, en direction de la mer (ex. Bologne est à 54 m d’altitude moyenne, à 80 km de la mer).

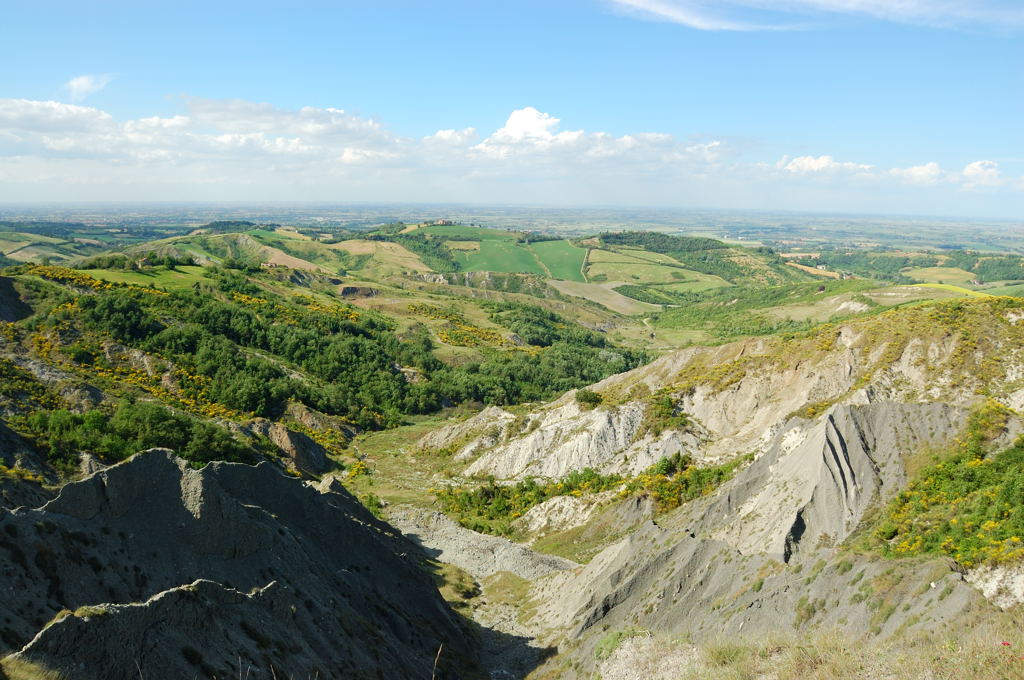
Vallée du Sillaro vers la Plaine du Pô
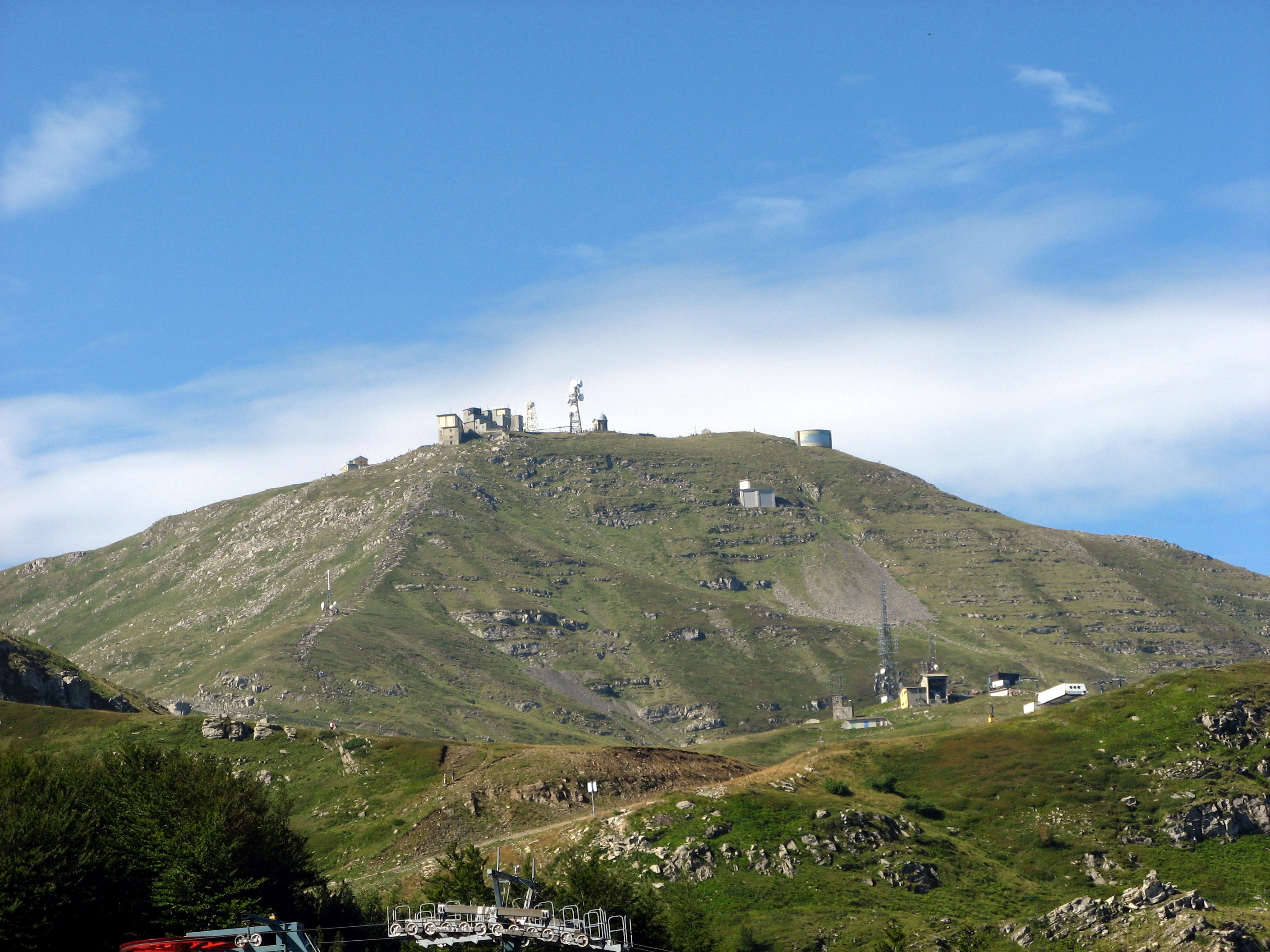
Mont Cimone (Modène)
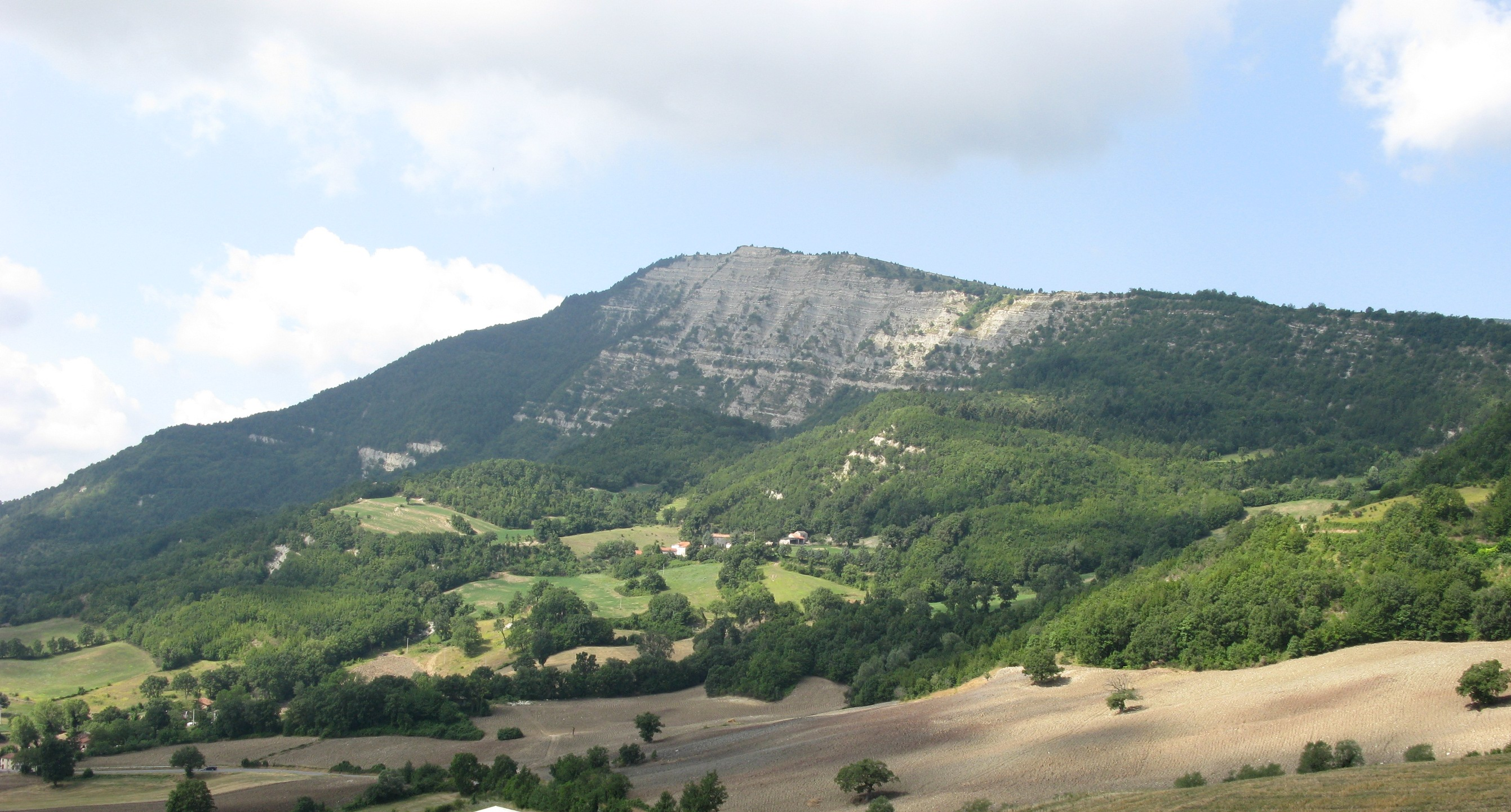
Mont Carpegna

## Hydrographie
Le fleuve Pô qui fait limite de l’Emilie-Romagne avec la Lombardie et la Vénétie, est considéré comme le seul cours d’eau à régime normal, tous les autres cours d’eau de la région sont à régime torrentiel et sont séparés en trois zones.

### Fleuves et torrents
Le Pô et ses affluentsCes cours d’eau sont tous originaires des Apennins et courent tous dans des vallées parallèles. Le Trebbia, le Nure (torrent), le Taro (rivière), le Parma (rivière), le Secchia et le Panaro (rivière) ont un régime pluvio-nival ou torrentiel.
Le Reno (fleuve) et ses affluentsle plus important cours d’eau de la région après le Pô dont il était un de ses affluents jusqu’au XVIIIe siècle quand il fut détourné par un canal, le cavo Benedettino, dans le Pô di Primaro pour aller se jeter directement dans la mer Adriatique. Ce détournement fut rendu nécessaire pour recueillir les eaux des torrents descendant des Apennins et transformait cette partie de plaine, la valle Padusa, en marécage. Les affluents sont : Silla, Samoggia, Limentra, Setta, Idice, Sillaro, Santerno et Senio.
Fleuves directs en merCes cours d’eau, à régime torrentiel, confluent directement dans l’Adriatique et sont : le Lamone (fleuve), Fiumi Uniti, Bevano, Savio, Rubicon, Uso, Marecchia, Ausa, Marano (torrent) et Conca (fleuve).

### Canaux
Les canaux ou navigli sont des canaux artificiels qui servent :
- à l’assainissement des zones marécageuses comme le valle Padusa, le delta du Pô ;
- au détournement d’un fleuve comme le cavo Benedettino ou le cavo Napoleonico ;
- à l’irrigation des terres cultivables comme le Canal Émilien Romagnol qui amène les eaux du Reno (fleuve) jusqu’à Rimini pour desservir les terres cultivées de Romagne ;
- au transport de marchandises et navigation comme certains canaux de Bologne ;
- à servir de force motrice comme les canaux de Bologne ou le naviglio di Parma.

### Réserves d’eau
L’Emilie-Romagne est peu fournie en réserves naturelles d’eau douce :
- lac Brasimone et Santa Maria sur un affluent du Setta (torrent)
- lago di Suvania, lac artificiel sur le Limentra,
- lago di Castel dell'Alpi, lac artificiel sur le Savena,
- lac de Ridracoli, un des plus grands réservoirs artificiels qui fournit l’eau douce aux provinces de Ravenne, Forli-Cesena et Rimini et à la République de Saint-Marin.
- les lacs quasi-naturels de Quarto, Acquapartita et Pontini sur le fleuve Savio, de petite dimension ils servent principalement pour les loisirs et la pêche. Ces lacs, pour la plupart se sont formés à la suite de glissements de terrain, formant ainsi des cuvettes remplies par les eaux de source et de ruissellement.

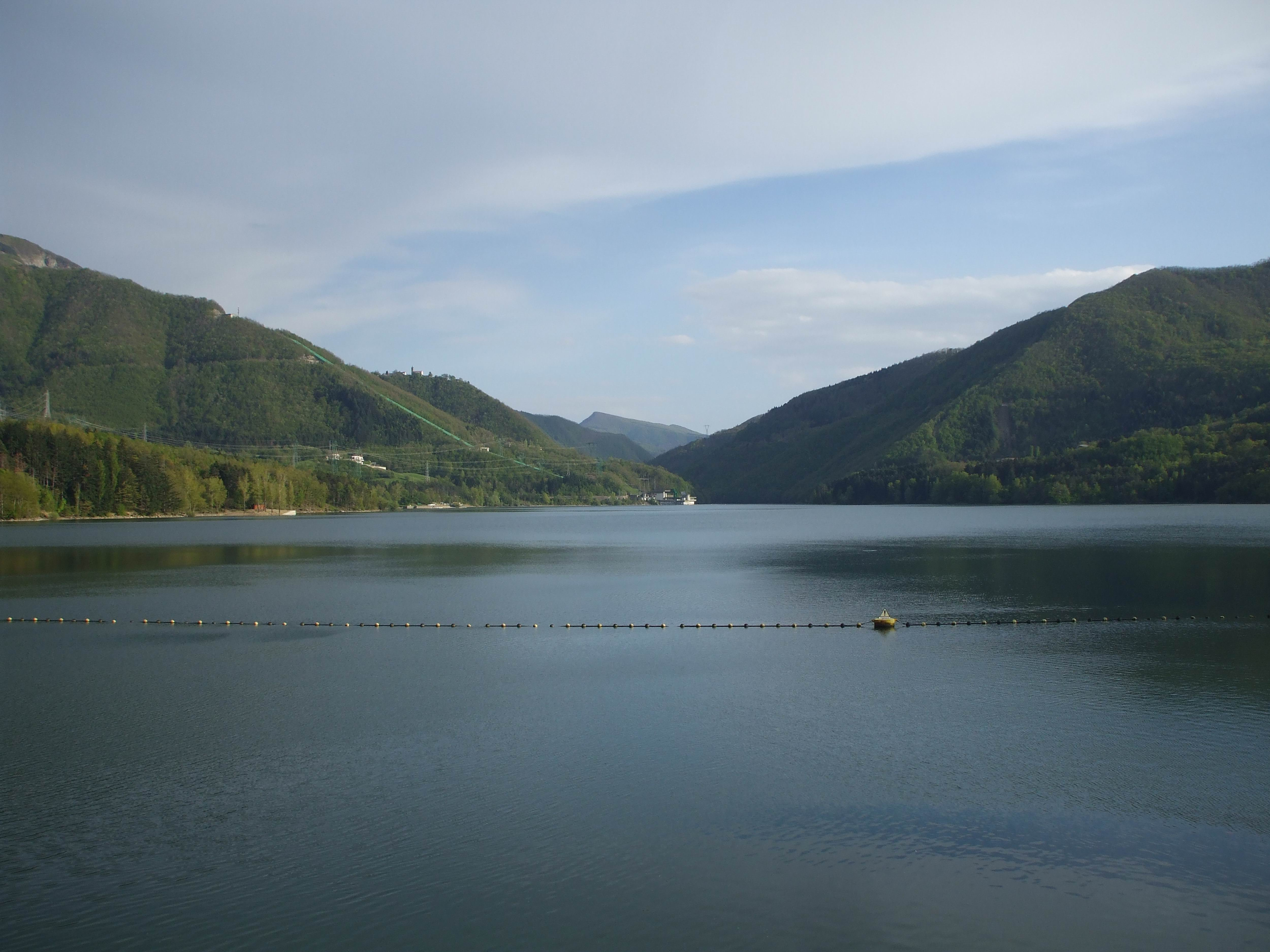
lac de Suviana
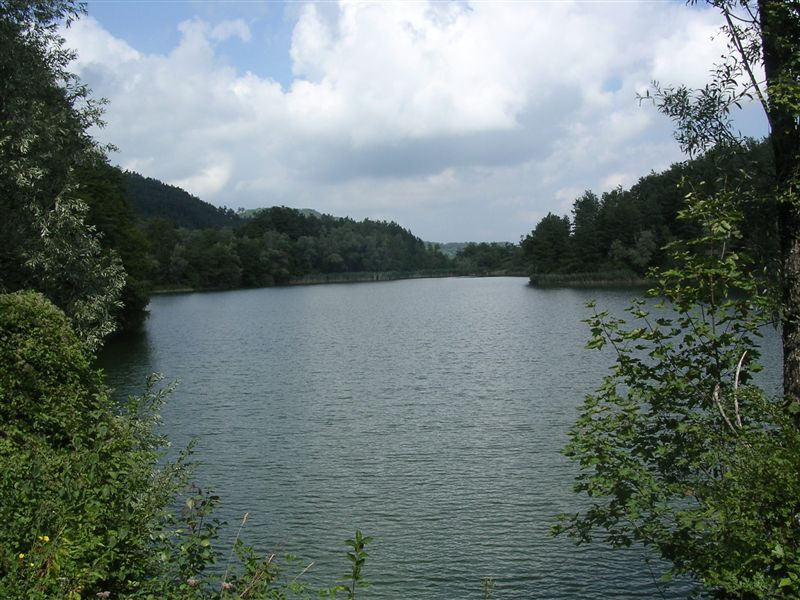
Lac di Castel dell'Alpi
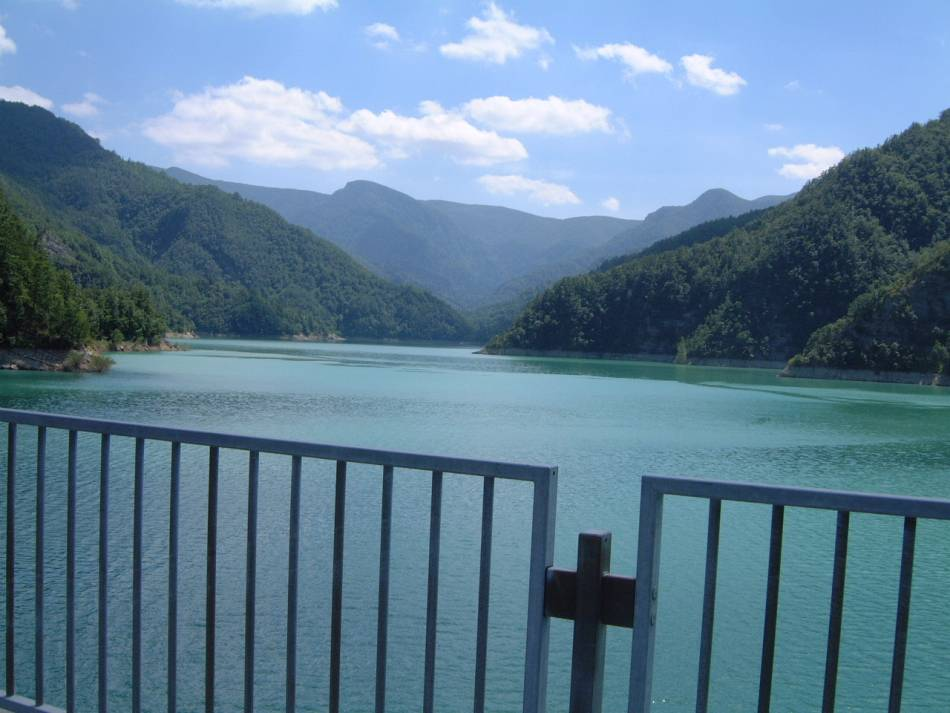
Le lac de Ridracoli

## Littoral Adriatique
Le littoral Adriatique ne concerne que les quatre provinces de la sous-région de Romagne et s’étend sur 130 km de l’anse de Goro, au nord, jusqu’à la commune de Cattolica, au sud. Ce littoral peut être considéré selon deux zones géographiques à morphologie différentes.
Zone de Goro au fleuve RenoLes terres, immédiatement derrière la ligne de côte, sont situées au niveau de la mer, voire à un niveau inférieur ; d’où la présence de nombreux marais (valli en italien) comme le valle Bertuzzi et le marais de Comacchio, les salines et les nombreux canaux de drainage qui assainissent les terres cultivables.
Zone au sud du fleuve RenoJusqu’à Ravenne, on note la présence de quelques zones marécageuses et de salines ; compris à l’intérieur de parcs naturels protégés. Le terrain à cheval sur la ligne de côte est caractérisé par la présence, relativement discrète à terre mais visible au large, de puits de gaz naturel et pétrolifère.